# Слаковци
Слаковци (болг. Слаковци) — село в Болгарии. Находится в Перникской области, входит в общину Брезник. Население составляет 311 человек.

## Политическая ситуация
В местном кметстве Слаковци, в состав которого входит Слаковци, должность кмета (старосты) исполняет Марияна Савова Стефанова (Граждане за европейское развитие Болгарии (ГЕРБ)) по результатам выборов правления кметства.
Кмет (мэр) общины Брезник — Христо Димитров Миленков (коалиция в составе 4 партий; Болгарская социал-демократия (БСД), Болгарская социалистическая партия (БСП), Движение за права и свободы (ДПС), союз патриотических сил «Защита») по результатам выборов в правление общины.